# Oktjabrskaja (metrostation Moskou, Koltsevaja-lijn)
Oktjabrskaja (Russisch: Октябрьская ) is een station aan de Koltsevaja-lijn van de Moskouse metro. 

## Geschiedenis
Het station werd op 1 januari 1950 als onderdeel van het eerste deel van de Koltsevaja-lijn tussen Park Koeltoery en Koerskaja geopend. Het station is het 31e van het Moskouse metronet en ligt onder het  Kaloezjskajaplein. Het station werd ook geopend onder de naam Kaloezjskaja als verwijzing naar het zuidelijker gelegen Kaloezjsko. Destijds heette het plein Oktjabrskaja Plostsjad en de weg van het plein naar het zuid-westen Kaloezjskaja Bolsjaja Oelitsa. Deze weg werd in 1959 omgedoopt in Lenin Prospekt en op 6 juni 1961, toen de voltooiing van de Kaloezjsko-radius naderde, werd het station genoemd naar het bovenliggende plein. Het plein kreeg na het uiteenvallen van de Sovjet-Unie de huidige naam, het station werd echter niet hernoemd. Voor een aantal reizigers blijkt het verwarrend dat het plein en het huidige station met de naam Kaloezjskaja niet op dezelfde plek liggen. In 1995 stelde journalist Valeri Chiltoenen voor om de twaalf stations van de Koltsevaja-lijn allemaal naar de maanden van het jaar te noemen.

## Ontwerp en inrichting

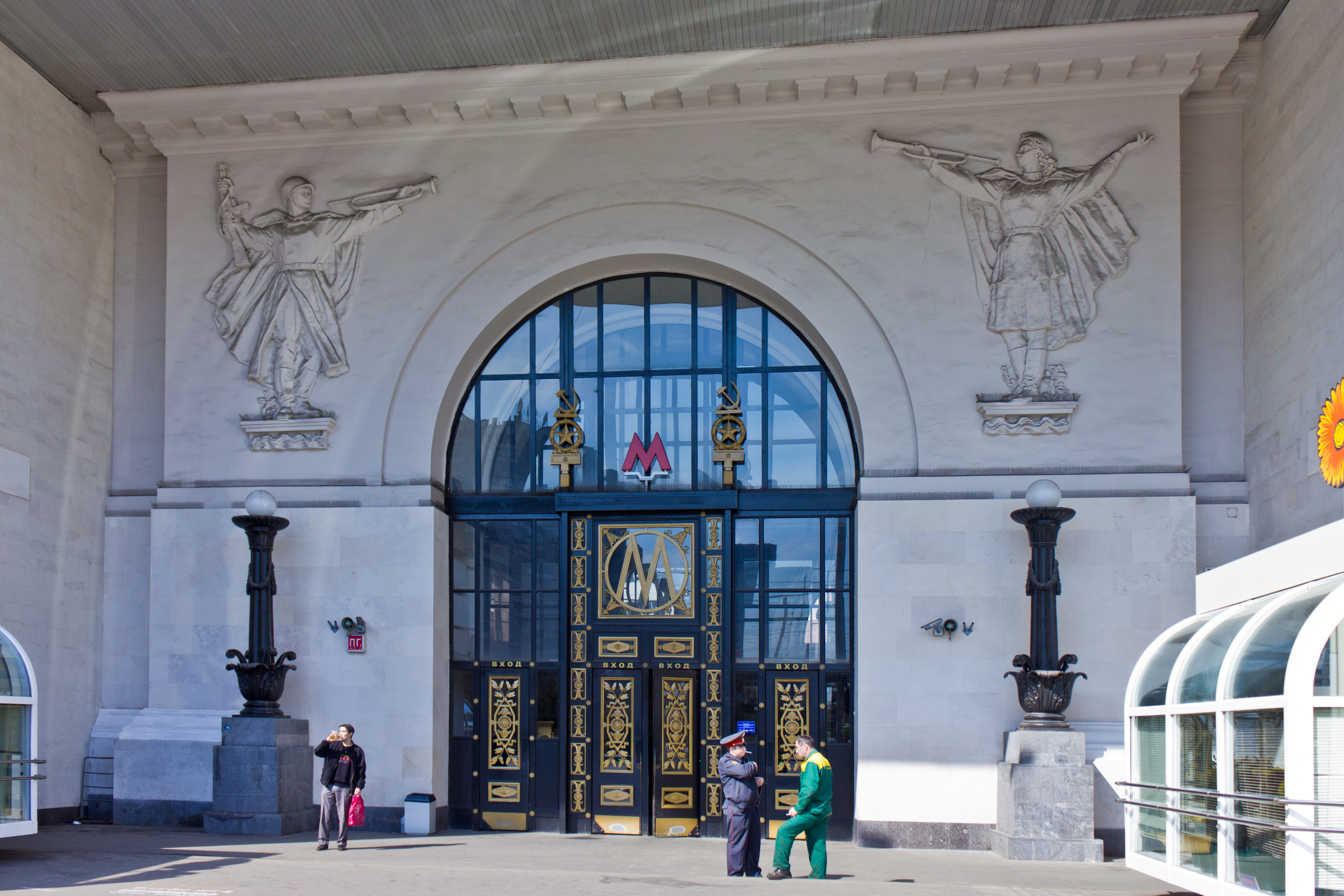
Voorgevel van het toegangsgebouw
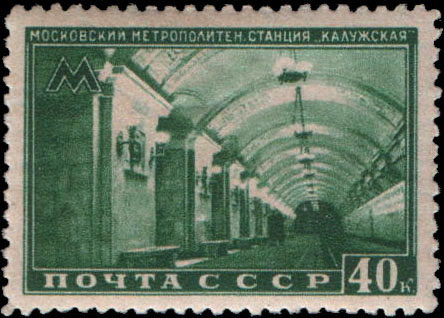
Postzegel met het perron, uitgegeven bij de opening van het station
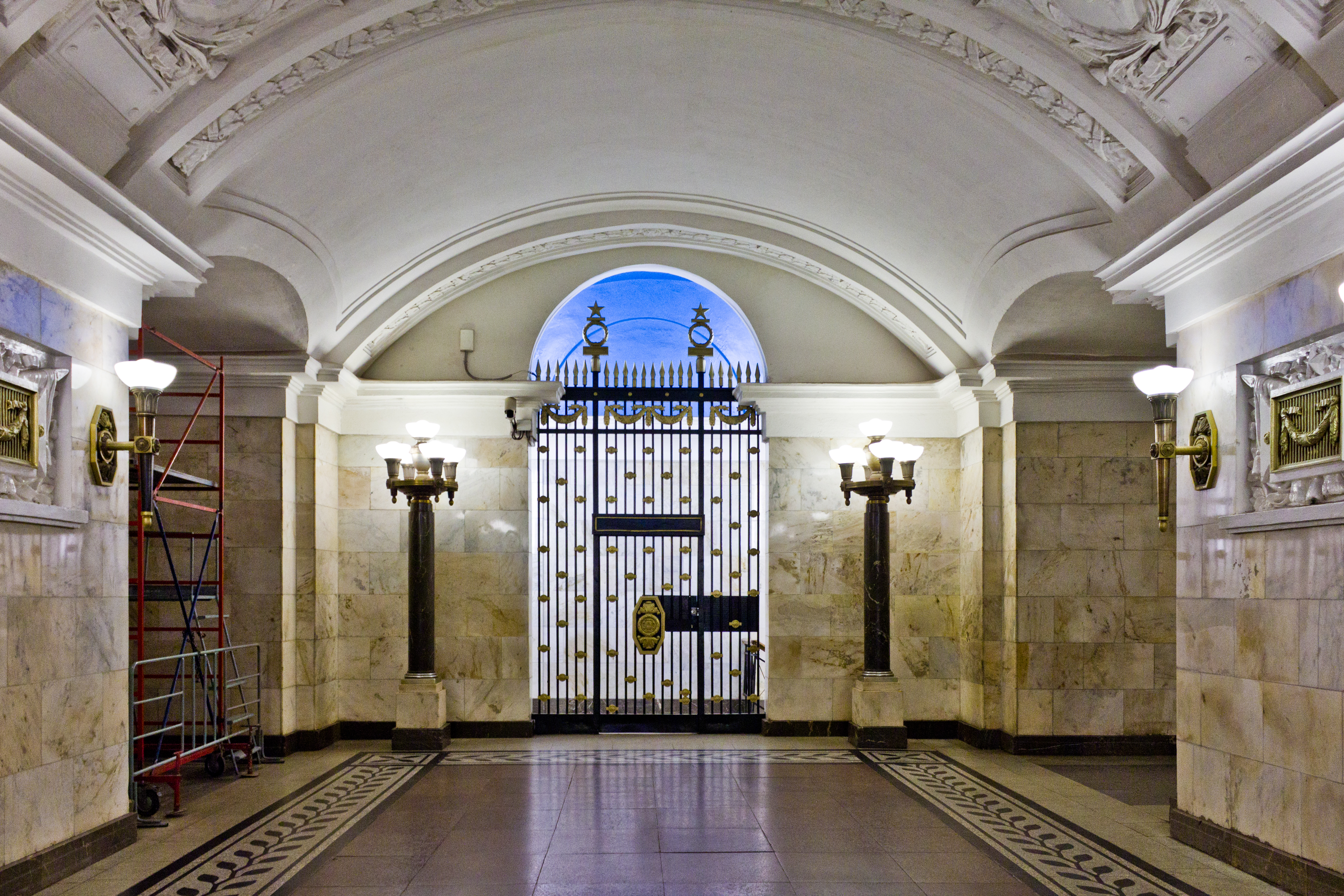
De apsis aan het westeinde van de middenhal

### Bovengronds
De inrichting van het station is ontworpen als eerbetoon aan de gesneuvelden in de Tweede Wereldoorlog. Bovengronds komt dit tot uiting in het toegangsgebouw dat als een grote triomfboog is uitgevoerd. Boven de ingang aan de Lenin Prospekt zijn twee bas-reliëfs van een man en een vrouw gekleed in het uniform van het Sovjetleger uit de oorlogstijd aangebracht. De hal boven de roltrappen heeft ook een gebogen gewelf met bas-reliëfs van leden van de fanfare. In 1990 is het stationsgebouw ingebouwd in het Moskouse instituut voor staal en legeringen, zodat het nu op de binnenplaats van de instituut staat en de reizigers het station bereiken via een uitsparing in de gevel van dat instituut. In het stationsgebouw is boven de toegangspoortjes een boog met soldaten en vaandels van verschillende legeronderdelen te zien, alsmede meisjes die symbool staan voor de overwinning.

### Ondergronds
Het thema overwinning in de Tweede Wereldoorlog komt terug in vele naoorlogse metrostations. Poljakov wist echter als enige een tempelachtige middenhal te creëren met lampen in de vorm van fakkels en aan het westelijke uiteinde een, met een smeedijzeren hek afgesloten, apsis met blauwe lucht die de “mooie toekomst” van het land na de oorlog symboliseert. De diameter van de tunnels voor de sporen en die voor de middenhal bedraagt voor alle drie 9,5 meter. De pylonen zijn bekleed met grijs marmer terwijl de tunnelwanden langs het spoor met geelachtige tegels zijn betegeld. De tunnelwanden zijn opgesierd met kransen en Sovjet sterren. De vloer bestaat uit rood en grijs graniet. In de middenhal zijn de bogen tussen de pylonen voorzien van medaillons met afbeeldingen van Sovjet soldaten. Poljakov kwam met de apsis omdat hij het ondergrondse gevoel wilde verminderen door de illusie van de blauwe lucht. Hierdoor zouden de reizigers vergeten dat ze zich op 30 meter diepte bevinden. De mooie toekomst achter een hek heeft tot vele commentaren geleid, zoals de verbazing dat de censor blijkbaar heeft gemist dat die mooie toekomst voor de burgers onbereikbaar achter de tralies ligt. De middenhal heeft vele overeenkomsten met metrostation Poesjkinskaja in Sint-Petersburg dat door dezelfde architect is ontworpen, al is de apsis daar niet voorzien van een hek. Vanuit het midden van de hal is sinds 1962 een trap voor overstappers naar het gelijknamige station aan de Kaloezjsko-Rizjskaja-lijn.  

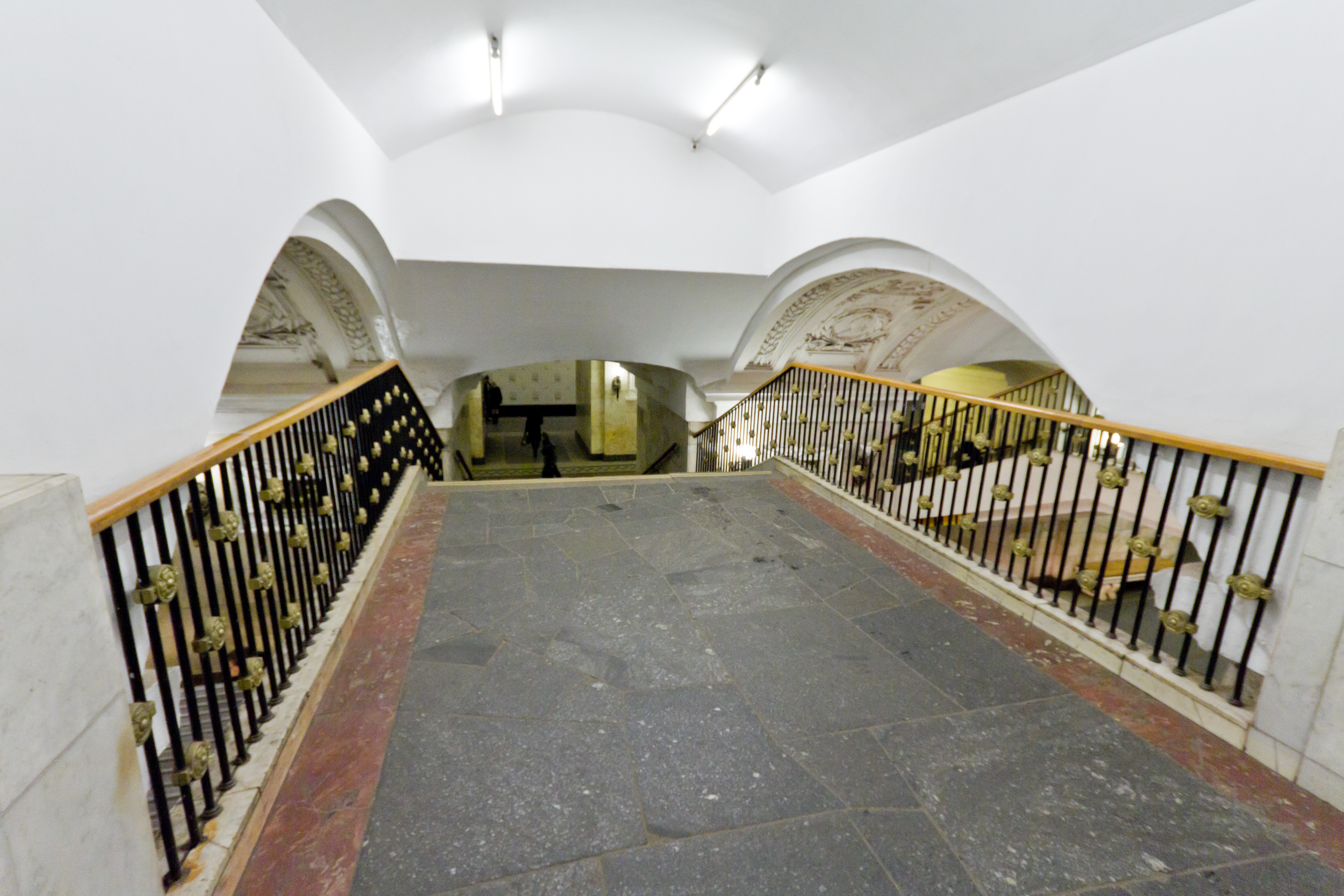
De trap voor de overstappers over het binnenspoor
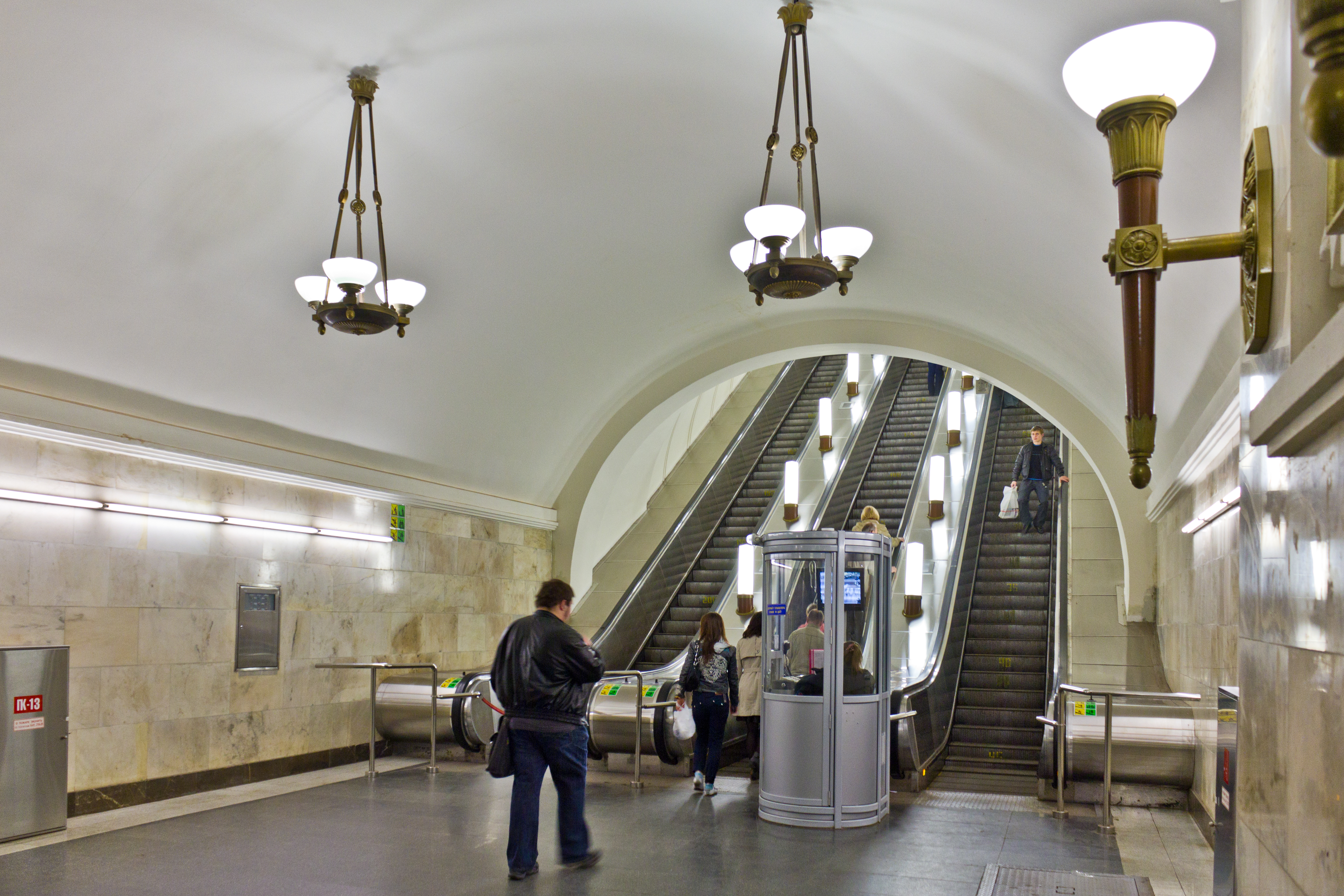
De roltrappen aan het oosteinde van de middenhal
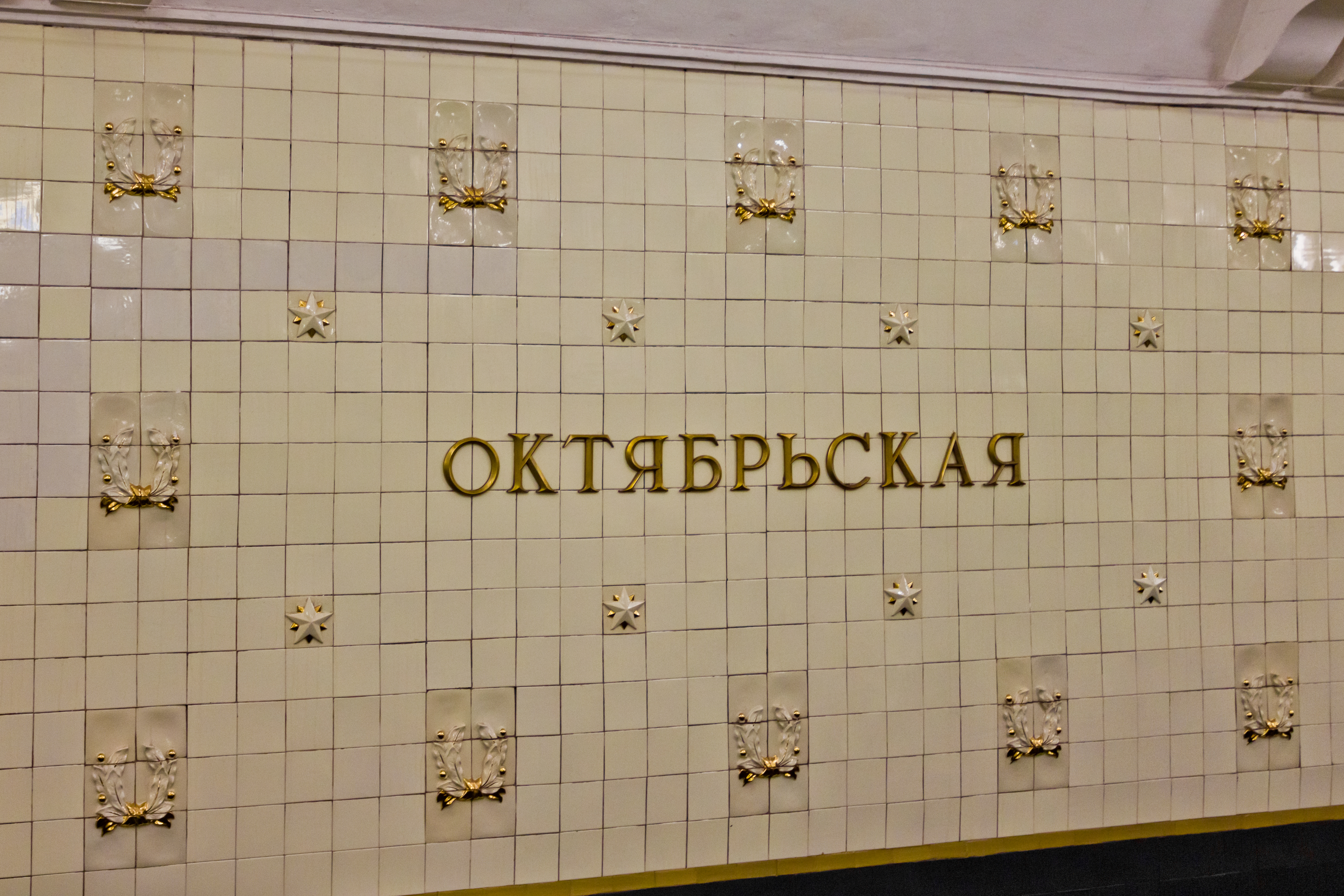
De stationsnaam op de tunnelwand

## Renovatie
Op 3 januari 2010 werd het station gesloten in verband met een renovatie. De oorspronkelijke roltrappen werden vervangen door nieuwe van het type E55T met roestvast stalen randen. In het stationsgebouw werden de granieten vloer en het marmer op de muren vervangen. Daarnaast werden de bas-reliëfs gerepareerd en schilderwerk uitgevoerd. De uitstraling van de hal veranderde door het plaatsen van moderne toegangspoortjes, model UT-2005, en de vervanging van de verlichting in de vorm van fakkels door buislampen. De kaartverkoop werd volledig opnieuw gebouwd. De renovatie werd afgesloten op 15 november 2010 en op de stations van de Koltsevaja-lijn alsmede Oktjabrskaja aan de Kaloezjsko-Rizjskaja-lijn werden die dag tweerittenkaarten verkocht die speciaal voor deze gelegenheid waren ontworpen.

## Verkeer
In maart 2002 bedroeg het aantal reizigers gemiddeld 52.700 per dag. De eerste trein met de klok mee vertrek op even werkdagen om 5:55 uur en op even dagen in het weekeinde om 5:53 uur; op oneven dagen is het 5:56 uur. Tegen de klok in vertrekt de eerste trein op even dagen door de week om 5:41 uur en in het weekeinde om 5:44 uur; op oneven dagen is dit respectievelijk 5:42 en 5:43 uur.